# فيرس (إفروس)
فيرس (باليونانية: Φέρες)‏ هي مدينة يونانية تقع في شمال شرق البلاد، وبلدية سابقة في إفروس الوحدة الإقليمية ‏، شرق مقدونيا وتراقيا، اليونان. منذ إصلاح الحكومة المحلية عام 2011 فهي جزء من بلدية ألكسندروبولي، وهي وحدة بلدية. تبلغ مساحة الوحدة البلدية 411.160 كم2. يبلغ عدد سكانها 8551 نسمة (2011). ويربط الطريق الوطني اليوناني 2
 أو طريق إجناتيا أودوس مدينة فيرس مع مدن (اليكساندروأوبولي - كافالا - سالونيك - كوزاني - إيغومنيتسا) والطريق الوطني اليوناني 51 ‏ مع مدن (اليكساندروأوبولي -أورستياذا - أورمينيو). وطريق 51 يمر بنهر إيفروس جنب إلى جنب مع تركيا من الشرق وأيضا يشمل كامل الدلتا إلى الجنوب.
تم تأسيس فيرس في القرن الحادي عشر من قبل الإمبراطور اليوناني البيزنطي إسحاق الأول كومنينوس. مثل بقية البر اليوناني، تم فتحها من قبل الدولة العثمانية في العصور الوسطى، حتى أخذتها بلغاريا في عام 1913 بعد حروب البلقان في 1912 و1913. في عام 1920، كنتيجةلمعاهدة نويي والاتفاقات اللاحقة، أعطيت البلدة لليونان.
تم إنشاء البلدية في عام 1986 وتضمنت مجتمعات أردينيو ودوريسكوس وفيرس وإيتيا. تحت خطة كبوديسترين عام 1997 قانون 2539 الذي أعاد تنظيم التقسيمات الإدارية للبلاد، وكنتيجة لذلك المجتمعات القديمة من بيبلوس، وترفيلّي انضمة للبلدية.

## التقسيمات
تنقسم الوحدة البلدية في فيرس إلى المجتمعات التالية (القرى المكونة بين الأقواس):
- أردنيو (Ardanio)
- دوريسكوس (دوريسكوس، موناستيراكي)
- فيرس (فيرس، بوروس)
- كفيسس (Kavisos)
- بيبلوس (ببلوس، فرسولا، جميستي، كيبوي)
- بيلايا (بيلايا، كويلا،ميليا)
- ترفيلّي (ترفيلّي، إيتا)

## السكان
| العام | سكان القرية | سكن البلدية |
| ----- | ----------- | ----------- |
| 1981  | 5,309       | -           |
| 1991  | 4,657       | -           |
| 2001  | 5,206       | 9,839       |
| 2011  | 5,457       | 8,551       |

## ملحوظة الناس
- لفتريس هبسديس  [لغات أخرى]‏ (ب. 1953)، كلمات الكاتب

## معرض

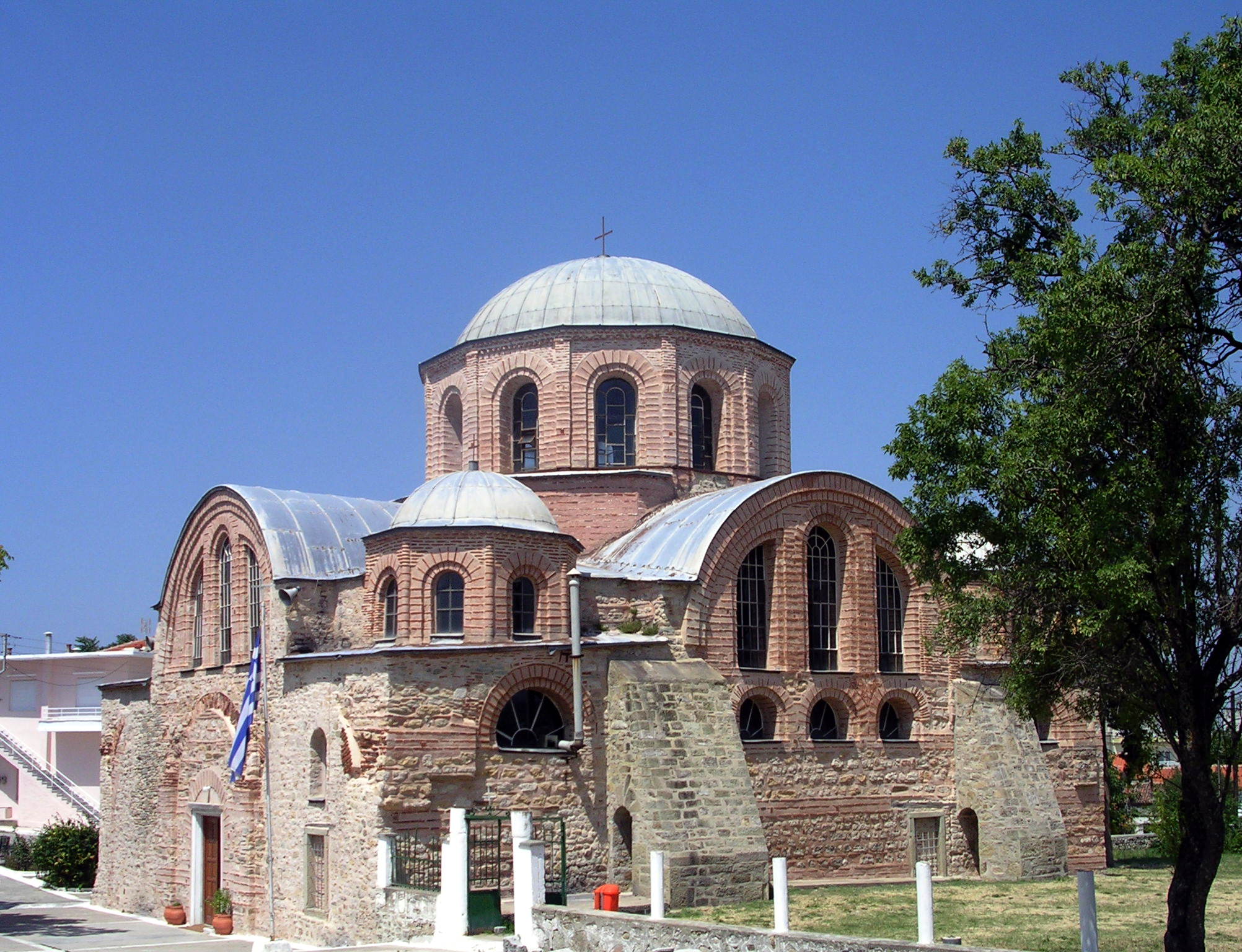
كنيسة دير باناجيا كوزموسوتيرا
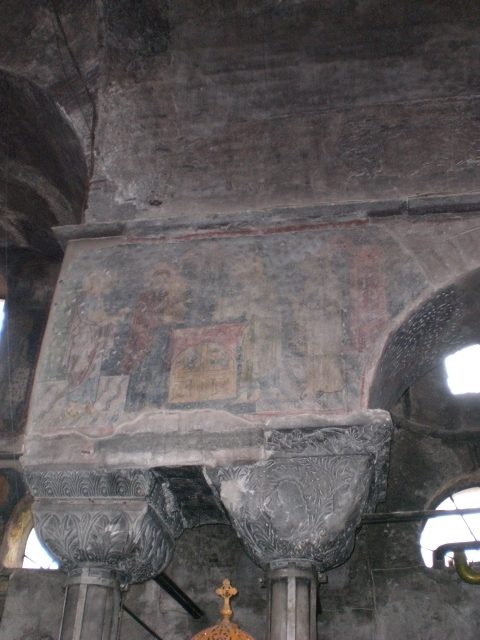
الفن المتبقي في الكنيسة
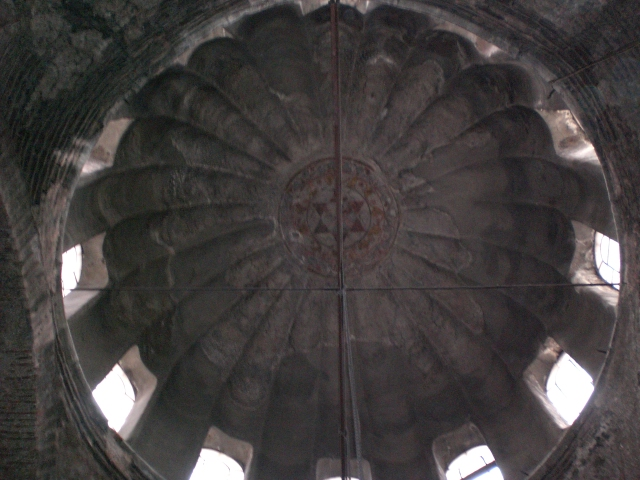
صور داخلية لقبة الكنيسة
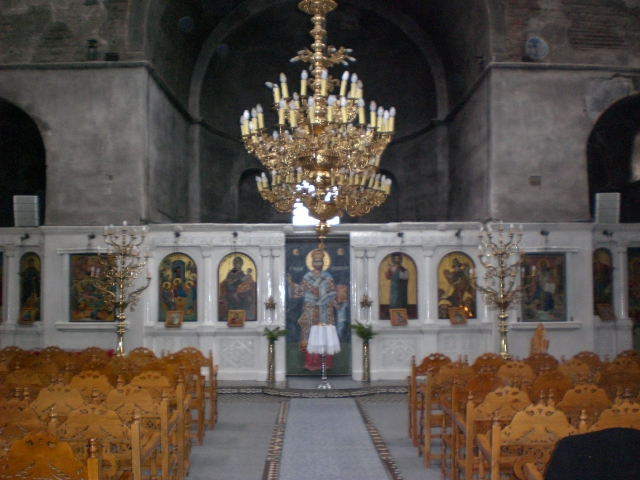
الكنيسة الداخلية
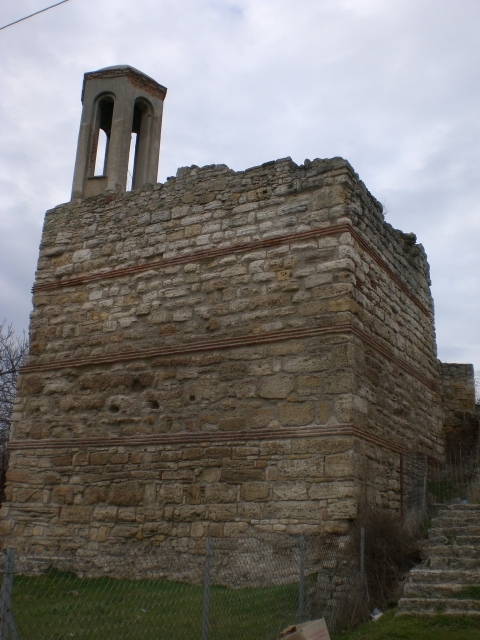
برج بالقرب من الكنيسة
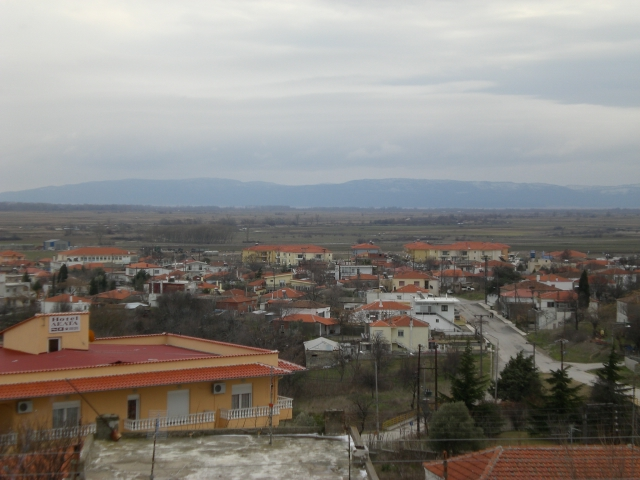
منازل في فيرس
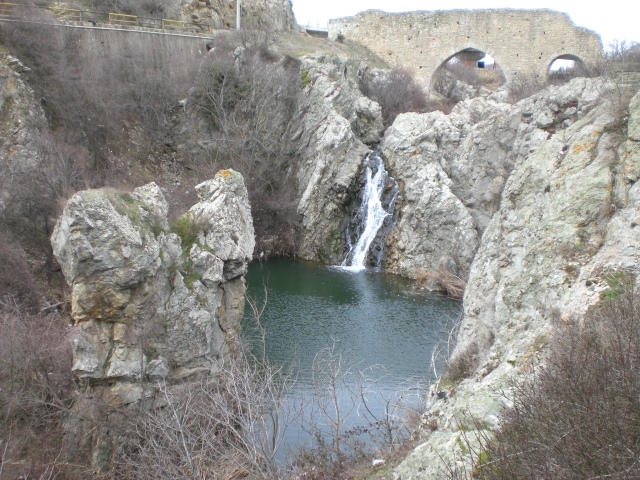
شلال وبركة
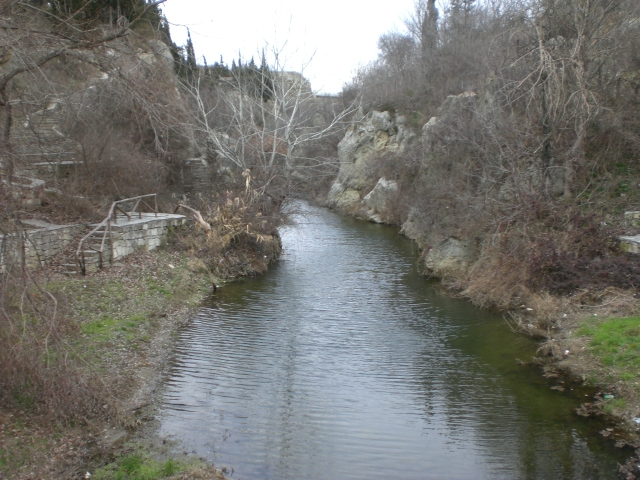
النهر المؤدي من الشلال
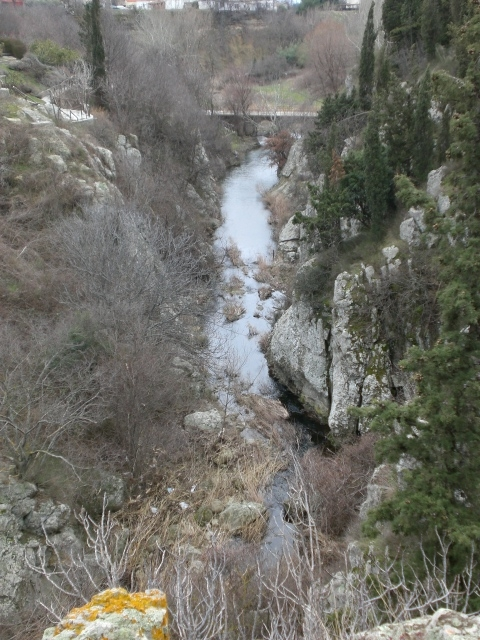
شلال بالقرب من مركز فيرس
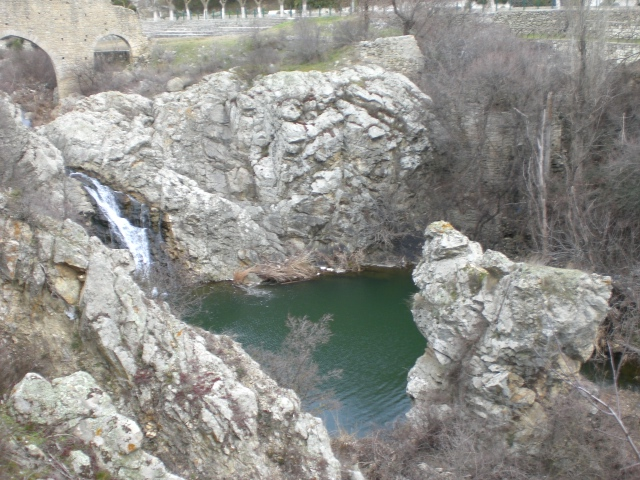
منظر الشلال وحمام السباحة
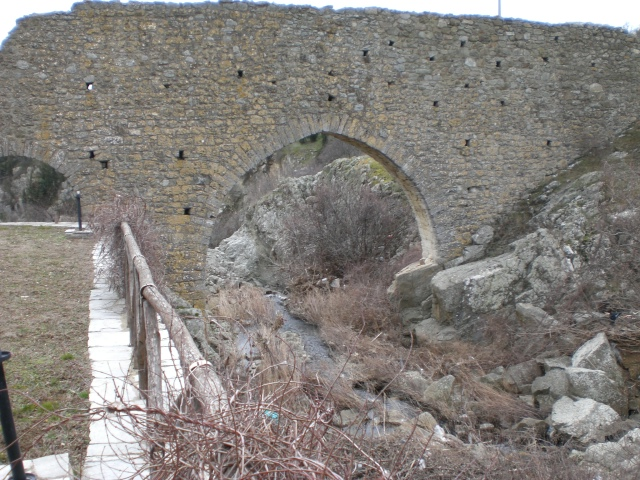
الجسر القديم بالقرب من الشلال

## وصلات خارجية
- Feres (municipality) on GTP Travel Pages
- Feres (town) on GTP Travel Pages| - ع - ن - ت مدن مقاطعة إفروس                                                                                                                                                                                                                                              | - ع - ن - ت مدن مقاطعة إفروس                                                                                                                                                                                                                                              | - ع - ن - ت مدن مقاطعة إفروس |
| --- | --- | ---------------------------- |
| •• أورمينيو • ستيرنا • كافيلي • لاغوس • لافارا • تيخيرو • بيبلوس • بروفاتون • سوفيكون • سوفلي • ديكايا • ريزيا • أنثيا • ميتاكساديس • كاستانيي • كاماريوتيسا • كوفوفونون • لوتروس • نيوكوريون • كيبرينوس • نيا فيسا • ديموتيقة • أورستياذا • أليكساندروبولي • فيرس • أفاس | •• أورمينيو • ستيرنا • كافيلي • لاغوس • لافارا • تيخيرو • بيبلوس • بروفاتون • سوفيكون • سوفلي • ديكايا • ريزيا • أنثيا • ميتاكساديس • كاستانيي • كاماريوتيسا • كوفوفونون • لوتروس • نيوكوريون • كيبرينوس • نيا فيسا • ديموتيقة • أورستياذا • أليكساندروبولي • فيرس • أفاس | علم اليونان                  |